# BloodRayne 2
BloodRayne 2 — компьютерная игра в жанрах экшен и хак-н-слэш от третьего лица, разработанная компанией Terminal Reality и изданная компанией Majesco Entertainment 12 октября 2004 года. Игра не подхватывает сюжет с того момента, где закончилась оригинальная BloodRayne; вместо это она переносит нас на 60—70 лет в современный сеттинг 2000-х.

## Игровой процесс
Основу игры составляет уничтожение множества неприятелей посредством различных приёмов с использованием острых лезвий, гарпуна и особых вампирских пистолетов. Помимо всего прочего, для истребления противников можно использовать окружающие предметы: например, бросать врагов на острые шипы. Активно используется акробатика. Рейн может съезжать по перилам, попутно нарезая противников своими двойными клинками, лазать по трубам, перепрыгивать с одной решётки на другую, раскачиваться на перекладинах и даже стрелять с них, повиснув вниз головой, и т. п. В игре реализовано расчленение тел (отрубаются конечности полностью и частично), множество жестоких добиваний врагов. Трупы со временем исчезают, а кровь остаётся. Также в игре присутствуют секретные локации, в виде круглых комнат с кровью. Если Рейн встанет в центре, то шкалы здоровья, ярости, а также боезапаса заполнятся целиком. Кроме того Рейн получит очки резни. Комнаты встречаются нечасто, вход в них можно обнаружить только с помощью зрения дампира.
Здоровье в игре можно пополнить лишь одним источником — кровью. Самый распространённый источник крови — враги. Рейн имеет способность прыгать на врагов и высасывать из них кровь. После высасывания крови можно выполнить добивание, за которое даются очки ярости. Но если у противника в руках оружие ближнего боя, высосать кровь не получится, придётся сначала выбить его, или же напасть на противника сзади. Враги — ограниченный источник крови, и, если здоровья мало, одним врагом его полностью не пополнить. Но есть и неограниченные источники здоровья — чаще всего это какие-либо сосуды или даже комнаты, наполненные кровью. Находясь хотя бы по колено в крови, Рейн пополняет своё здоровье. Таких источников в игре всего несколько.
Помимо шкалы здоровья, в BloodRayne 2 есть шкала ярости. Она пополняется при нанесении ударов клинками или при особо жестоких способах убийства: при отрубании частей тела либо полном расчленении, при добивании после высасывания крови или при убийстве с помощью окружающего интерьера (например, бросок на шипы или взрыв бочки недалеко от врага). Ярость необходима для активации сверхспособностей Рейн.

## Сюжет
Сюжет в игре BloodRayne 2 полностью линейный. Игроку предстоит выполнять задания, которые можно выполнить одним способом, без права выбора. В основном придётся бегать по локациям, убивая врагов либо этими же врагами разрушать какие-либо объекты, чтобы пройти дальше. Всего в игре 8 уровней, которые делятся на 31 локацию. Между раундами происходят схватки с боссами. Сюжет развивается через временной промежуток в 60—70 лет после событий, описанных в BloodRayne, в 2000-х годах. Рейн отыскивает своих сводных братьев и сестёр — вампиров и убивает, пытаясь отомстить своему отцу, который убил семью её матери.

### Особняк
Рейн приезжает на бал, устроенный для известных особ её сводным братом Дэриелом Зерински в честь Хэллоуина. Зерински не знает Рейн, потому обращает внимание лишь на её платье. После краткой беседы, Рейн уходит переговорить с Северином. Он ей сообщает, что этажом выше есть запертая хорошо охраняемая дверь, за которой, возможно, есть нечто связанное с Кейганом, её покойным отцом. Рейн надевает свои клинки и идёт разведать обстановку. Пройдя несколько коридоров и комнат (убивая при этом слуг Зерински), Рейн узнаёт, что Зерински состоит в так называемом «Культе Кейгана» — приспешников Кейгана, борющихся за власть вампиров. Узнав это, она сражается с дампиром-убийцей. Убив его, она проходит в секретную вампирскую дверь. В следующей комнате Рейн видит над камином портрет Кейгана, и вспоминает о событиях 1939 года в библиотеке. Чтобы пройти дальше, ей нужно кинуть несколько слуг в камин. Спускается по камину вниз, после очередных стычек с врагами выходит во двор. С помощью акробатических трюков взбирается на верх в соседнее крыло здания.
Оттуда попадает на крышу. По крышам она попадает в следующее здание, в котором находит «Карпатские драконы» — пистолеты, согласно легендам которые способны преобразовывать кровь в снаряды для стрельбы. Пройдя ещё несколько комнат и взобравшись по очередной стене, Рейн попадает в бальный зал, в котором Зерински и его приспешники убили всех гостей. После диалога они перемещаются во двор на крыши, где в небе летает огромная стая летучих мышей. Зерински умеет превращаться в летучих мышей, поэтому Рейн приходится использовать свои сверхспособности, чтобы обнаружить его среди тысяч подобных. После убийства Зерински, за Рейн прилетает Северин на вертолёте. Между миссиями показан ролик, в котором Зеркс (сын Кейгана, учёный, работающий на него) разговаривает с Эфемерой о Зерински, после чего показывает ей созданное им, толстое, уродливое существо, подвешенное за конечности, говоря, что это — запас крови на чёрный день. Эфемера пробует и отплёвывается.

### Мясной завод
Рейн и Северин сидят в баре «Корова О’Лири», разговаривают об исчезновении людей и о связи с этим вампиров. Вдруг Северину приходит важный вызов, и он уходит. После его ухода в дверь бара врезается полицейская машина, и Рейн остаётся заблокирована внутри бара, и, чтобы выйти, она вынуждена сломать (противниками) большой вентилятор на верхнем этаже. После её выхода наружу, Северин сообщает ей, что наблюдается необычная активность вампиров в районе мясокомбината «Мясопродукты Рей-Рея». Вход на мясокомбинат заблокирован сломавшимся мусоровозом, и Рейн нужно сломать автомобиль, естественно, с помощью врагов. Освободив вход, Рейн попадает в засаду, устроенную Кестрелами — большой группой дампиров из восточной Азии. Уничтожив всех врагов, она отправляется в погоню по крышам за ними. Поднявшись на верх, Рейн сражается с одной из Кестрел. Уже почти умерев, Кестрел убегает. Спустившись с крыши по радиоантенне, Рейн бежит к туннелю. Но вход заблокирован кровавым занавесом, и чтобы пройти, Рейн должна добить раненную Кестрел. Северин сообщает, что людей сгоняют на старый вокзал, куда она и направляется.

### Вокзал
На платформе вокзала Рейн сразу сражается с одной из Кестрел, в то время как другая с помощью взрывчатки уничтожает один выход, второй блокирует кровяным занавесом, который откроется, лишь когда Рейн победит Кестрел. Перед смертью, Кестрел сообщает, что вторая сгоняет людей в клубе. Рейн направляется туда. Она идёт через заброшенный полуразрушенный торговый центр, где дерётся с множеством врагов. Добравшись в клуб «Стрейджес», она попадает в очередную ловушку, на этот раз на танцполе. Чтобы пройти, ей нужно кинуть врагов одновременно на 4 колонки, чем и убила очередную Кестрел из-за взрыва от перегрузки. После клуба, Рейн попадает в часовую башню, и взбирается по механизму, состоящему из огромных шестерёнок. Взобравшись, Рейн встречает Эфемеру, которая выкинула ещё одну из Кестрелов в механизм, из-за чего он сломался, и сверху стали падать шестерёнки. Между Рейн и Эфемерой завязывается поединок, во время которого здание все больше теряет устойчивость. Эфемера спешит ретироваться, оставив Рейн надежду на продолжение схватки в другое время. В это время механизм часов окончательно разваливается, и Рейн оказывается в канализации, где встречает сначала дампиров Кестрел, которые убегают; затем Северина, с которым она недолго беседует.

### Канализация
Рейн обнаруживает целую систему туннелей, предназначенных для передвижения вампиров днём, чтобы не попадать под лучи солнца. Пройдя дальше по одному из туннелей, Рейн сталкивается с крупнокалиберным пулемётом. Освободив его от врагов, она использует его для пролома себе дальнейшего пути. Пройдя дальше, она обнаруживает, что враги вновь заблокировали ей путь, взорвав туннель. И она вновь пользуется пулемётом, чтобы подорвать баки с газом и пробить пол. Спускается в служебный туннель, по которому, как сказал Северин, она попадёт в водоочистной канал. Слуги заблокировали следующий туннель водой, и Рейн нужно остановить идущую воду. Она двигается к насосам, но по пути встречает Кестрел, которая напускает на неё своих камикадзе. После выключения одного из насосов с помощью рычага в западной насосной, Рейн вступает в схватку с Кестрел. Убив её, Рейн попадает в восточную насосную. Но там слуги взрывают рычаг, и Рейн нужно уничтожить насосы вручную, с помощью камикадзе. Когда Рейн спустилась в туннель, насосы вновь включились (они надёжно дублированы), и Рейн нужно использовать сверхскорость, чтобы убежать от быстро прибывающей воды. Пройдя дальше по туннелям, Рейн вновь попадает в тупик. Ей нужно взорвать стену, и помогут ей в этом (как бы случайно) нападающие на неё камикадзе. Пробив стену, она вновь пользуется пулемётом, чтобы пробить себе путь дальше. По туда она спускается в служебную станцию по обработке воды. По пути Рейн слышит устрашающий голос, от которого даже стены трясутся, но вынуждена идти прямо на голос, потому что другого пути нет. Далее камикадзе преграждает ей путь, взорвав мостик. Рейн нужно кидать людей в водоочистку, чтобы фильтры взорвались, уровень воды поднялся и мостик всплыл. Далее, она встречается со Слезз — огромным суккубом, и вступает с ней в схватку. Пробив ей живот, Рейн пробирается внутрь и вырывает гарпуном сердце, после чего выбирается из канализации и отправляется в башню «Ветворкс».

### «Ветворкс»
Уже день, и чтобы не пострадать от солнечного света, Рейн вынуждена всё время находиться в тени. Рейн попадает в щитовую, где расположены два больших генератора. Чтобы попасть в служебный зал, находящийся под ними, Рейн нужно вывести из строя генераторы — взорвать их. Идя к выключателю, Рейн сталкивается с Громилой — большим рогатым монстром. Чтобы пройти дальше, Рейн, разумеется, должна убить его. После чего, она проходит дальше, разбивает ограждения генераторов, бросая на них врагов, и спускается вниз, откуда поднимается на лифте наверх. Пройдя по улице в тени, она попадает в столовую. Там, пройдя через множество засад, она встречается с Бригадиром — огромным вампиром с 250-килограммовой кувалдой. После чего по шахте лифта выбирается на улицу, где сражается с Дампиром, и идёт в химзавод, где тела людей обрабатываются и превращаются в «Саван» — вещество, закрывающее солнце, состоящее из крови и химических веществ. Сразу на входе сражается с Бригадиром. Далее она, как всегда, натыкается на запертую дверь, чтобы пройти дальше, ей нужно кидать врагов в жбан с кровью, чтобы трубы, проводящую эту кровь, разорвало. Пройдя через дверь и несколько коридоров, Рейн попадает в комнату с турбиной. Как ни странно, но ломать врагами её не нужно. Хотя кидать их туда, и даже расчленить с её помощью Бригадира можно. Поднявшись наверх, Рейн в большом компьютерном зале сражается с Дампиром. Пройдя дальше, Рейн попадает в дробильный цех, где обрабатывают и перемалывают конечности людей для дальнейшего превращения в «Саван». Двери, как всегда, заперты, и Рейн нужно идти прямо через конвейер. После цеха Рейн попадает в котельную, где, чтобы пройти дальше, нужно закидать печи врагами и взорвать дверь. Из котельной она поднимается на лифте и выходит на улицу, где сталкивается с двумя Громилами. После этого она входит в погрузочную рампу, откуда людей отправляют на переработку. Чтобы пройти дальше, ей нужно сломать ворота и идти по конвейеру, который ведёт в центр переработки. Там она встречает Феррил и устремляется за ней в погоню на верх здания.

### Башня «Савана»
Во время восхождения Рейн использует лифты и свои акробатические навыки, попутно уничтожая своих врагов. По пути она натыкается на большой насос, который нужно уничтожить врагами, кинув их внутрь. Поднявшись ещё, Рейн попадает в комнату с массивным насосом — сердцеподобной машиной, которая разгоняет кровь по трубам и выпускает «Саван» в воздух. Последний этаж полностью защищён автоматическими пулемётами, чтобы пробраться через него, Рейн придётся быть очень быстрой. На крыше, Рейн нужно уничтожить турбины, пускающие «Саван» в небо. Ей будет мешать Феррил, которую невозможно убить. Когда все генераторы будут уничтожены, произойдёт взрыв. Придут Кейган и Эфемера, после разговора Эфемера проткнёт сзади Феррил и сбросит её с большой высоты, после чего они с Кейганом уйдут. Рейн за этим наблюдает из-под завала. После этого, к ней приходит Северин, и они наблюдают, как «Саван» закрывает небо. Рейн остановила лишь одну башню, но этим не остановила весь «Саван». Вампиры вышли на улицу, начался хаос. Кейган приказывает взорвать заряды, и весь город превращается в руины.

### Проклятый парк
Путь к башне Кейгана лежит через парк. По пути она встречается с вампирами Эфемеры — дампиры-ниндзя с длинными электрическими мечами. Далее ей нужно пройти в ворота, перед которыми упал вертолёт. Винт вертолёта ещё вращается, поэтому Рейн сначала должна кинуть в него врагов. Войдя в зоопарк, Рейн увидела лишь обглоданые остатки животных. На неё напали два вампира из «Легиона Теней» Эфемеры — очень ловкие вампиры-ниндзя в масках. Убив их, Рейн идёт через здание «Мир Рептилий». Там она видит проводников, покрытых странной массой, явно мёртвых, но всё ещё шевелящихся. Подстрелив одного из них, Рейн выпускает насекомых, которые принимают разные формы, поэтому их нельзя порезать или подстрелить. Пройдя далее, она видит, что Легион Теней использует для их уничтожения баллоны с огнеопасным содержанием. Северин ей сообщает, что насекомых пробуждает стрельба, поэтому Рейн должна обходиться без огнестрельного оружия. Рейн спускается в большой зал, где сражается с Легионом Теней и насекомыми. После смерти Легиона Теней, к Рейн спрыгивает дампир-убийца и уничтожает насекомых огнём. Рейн тоже хочет такое оружие, и поэтому вступает в схватку. Победив, Рейн получает режим стрельбы «Кровавое пламя». Далее на пути ей встаёт сломанная щеподробилка, которая своим мотором будит насекомых. Чтобы пройти, Рейн нужно кинуть несколько врагов в дробилку. Пройдя далее, она натыкается на трёх вампиров из Легиона Теней. Победив их, она отправляется в аквариум, несмотря на то, что вода может убить её. Внутри всё затоплено, и, чтобы не касаться воды, Рейн приходится использовать свои акробатические навыки. Слуги знают, что Рейн боится воды, поэтому специально пробивают находящиеся рядом с ней аквариумы. В главном зале аквариума ей нужно попасть под пол, для этого она использует большой макет кита, висящий над залом, пробивая им путь к туннелю. Внизу она попадает в канализацию, оттуда она опять выбирается в парк. Проход дальше закрыт, и, чтобы открыть его, Рейн использует грузовик, зависший над входом. Далее она попадает в зал с колоннами, в котором против неё сражаются насекомые, вампиры Эфемеры, Бригадир и стрелок за пулемётом. Пройти дальше ей мешает кровавый занавес, который откроется лишь после убийства Бригадира. Потом она встречается с Эфемерой, которая говорит, что хочет убить Кейгана и получить всю его власть. После этого, они вступают в схватку в китайском зале. Там много теней, и чтобы не давать Эфемере восстанавливаться, Рейн сначала должна уничтожить все, от чего падает тень, так называемые теневые порталы. Победив Эфемеру, Рейн выходит на улицу и встречает там Северина. Они вместе наблюдают за тем, что Феррил жива и собирается убить своего отца. Она говорит речь своим обращённым слугам, которые после отправляются в башню Кейгана на вертолётах. Рейн цепляется за шасси одного из вертолётов и отправляется с ними. Но вертолёты не долетают до цели, их сбивает изобретённая Зерксом солнечная пушка, построенная на принципе действия вечерней звезды. Рейн спрыгивает с вертолёта и влетает через окно прямо в лабораторию Зеркса.

### Башня Кейгана
Зеркс сидит в непробиваемой кабинке и управляет солнечными пушками. Рейн должна уничтожить эти пушки, но ей мешают слуги Кейгана. После уничтожения пушек, Рейн находит на столе «Кровяной молот» и 6 ракет для него. После этого, она бежит искать Зеркса. По пути она встречается с двумя группировками: слугами Феррил и слугами Кейгана, которые, кроме Рейн, дерутся ещё и между собой. В одном из коридоров на Рейн нападает Громила. Победив его, Рейн идёт по лестничным площадкам вверх, убивая по пути врагов. Вверху она натыкается на Скафандр — большой защитный биомеханический костюм, мощный и стойкий, но медленный и неуклюжий. Поднявшись ещё выше, Рейн натыкается на одного из представителей «Троджер-Элитс» — очень старых вампиров, которых Кейган поработил ещё в начале своей карьеры. Ещё выше Рейн натыкается на целую свору Скафандров. Но рядом стоят 3 пулемёта, которые послужат ей для уничтожения врагов. Пробив себе путь, Рейн попадает в нору Вонюка — место в несколько этажей, с характерным запахом разлагающегося мяса. Убив тварь, Рейн отправляется дальше и попадает в комнату с большим печатным станком, который выпускает газеты. Чтобы пройти, нужно сломать этот станок, кинув туда противников. Выше, в офисном зале, Рейн сражается с дампиркой-убийцей. Далее, в съёмочной студии (где, предположительно, снимались новости) Рейн сражается с двумя вампирами из Троджер-Элитс. Далее она приходит на крышу с бассейном, ей нужно вниз, для этого ей необходимо разбить стекло под бассейном — для этого она использует массивные декоративные шары в углах бассейна. Спрыгнув вниз, она попадает на кухню, где дерётся с ещё одним вампиром из элиты. Далее она спускается вниз в коридор, соединяющий здание с соседним. Там она встречается с очередной дампиркой-убийцей. На лестничной площадке Рейн встречает Феррил, которая выбегает на крышу и сразу уничтожается солнечной пушкой Зеркса. Зеркс также хочет убить Рейн. Он внутри огромного скафандра, но у него есть 4 слабые точки, с помощью которых Рейн его и убивает. Когда Зеркс падает в своём скафандре, он пробивает крышу и тем самым открывает путь Рейн. Она прыгает вниз и далее попадает в тронный зал Кейгана, где и сражается с ним. После победы, пинает его ногой «за её город», затем прокалывает спину «за её мать» и отрубает голову «за потраченную зря, полную злобы жизнь».

### Намёк на продолжение
После убийства Кейгана, Северин напомнил Рейн, что Кейган сказал о других лидерах вампиров, которые обязательно придут делить имущество, оставленное им. После показывают ролик, в котором мальчик бежит по подземке от большой своры вампиров и натыкается на тяжело экипированного человека с крупнокалиберным пулемётом. Он отстреливает вампиров, ему помогают две автоматические турели. После отстрела, мужчина снимает маску и открывает тяжёлые бронированные двери, за которыми находится убежище людей. В конце Рейн за кадром говорит: «Следующие несколько лет обещают быть интересными».

## Разработчики игры
- Продюсер: Реймонд Холмс
- Ведущий программист: Марк Рэндел
- Технический директор: Флетчер Данн
- Дизайнеры: Дрю Хауорт, Реймонд Холмс, Джефф Майлз
- Геймплей: Васкен Сейр
- Ведущий художник: Скотт Веттершнайдер
- Звукорежиссёр: Кайли Ричардс
- Сюжет: Дрю Хауорт
- Менеджер: Пол Экштайн

### Озвучивание
Ниже представлен список актёров, озвучивших лишь главных героев. В скобках указаны голоса в русской версии от компании Бука
- Рейн — Лора Бейли (Елена Соловьёва)
- Кейган — Трой Бейкер (Александр Груздев)
- Северин — Трой Бейкер (Сергей Бурунов)
- Зерински — Деймон Кларк (Никита Прозоровский)
- Эфемера — Скарлетт Макалистер (Ольга Зубкова)
- Зеркс — Р. Брюс Эллиотт (Виктор Зозулин)
- Феррил — Лиза Гонзалес (Ольга Васильева)
- Слезз — Кристофер Сабат (Ольга Кузнецова)

## Отзывы
| Сводный рейтинг | Сводный рейтинг | Сводный рейтинг | Сводный рейтинг |
| Издание         | Оценка          | Оценка          | Оценка          |
| Издание         | PC              | PS2             | Xbox            |
| --------------- | --------------- | --------------- | --------------- |
| GameRankings    | 69,71 %         | 71,33 %         | 73,06 %         |